# Median (Stochastik)
Der Median, auch Zentralwert genannt, ist in der Stochastik ein Lagemaß für Wahrscheinlichkeitsverteilungen und Verteilungen von Zufallsvariablen. Somit ist er wie auch der Erwartungswert und der Modus eine Kennzahl dafür, wo sich die „Mitte“ einer Wahrscheinlichkeitsverteilung befindet. Anschaulich ist der Median die Zahl, bei der
- die Wahrscheinlichkeit, einen Wert kleiner oder gleich dem Median zu erhalten, und
- die Wahrscheinlichkeit, einen Wert größer oder gleich dem Median zu erhalten,

gleich ist. Es existieren mehrere Formalisierungen dieser intuitiven Vorstellung, die sich bezüglich der Existenz und Eindeutigkeit des Medians unterscheiden.
In der deskriptiven Statistik wird der Median für Stichproben definiert. Die beiden Begriffe unterscheiden sich insofern, als der eine eine Kennzahl einer Stichprobe (ähnlich dem arithmetischen Mittel) und der andere eine Kennzahl einer Wahrscheinlichkeitsverteilung ist (ähnlich dem Erwartungswert). Die beiden sind per se verschieden, lassen sich aber über die empirische Verteilung verknüpfen.

## Erste Definition

### Für Wahrscheinlichkeitsverteilungen
Gegeben sei eine Wahrscheinlichkeitsverteilung {\displaystyle P} auf {\displaystyle (\mathbb {R} ,{\mathcal {B}}(\mathbb {R} ))}, also den reellen Zahlen, versehen mit der Borelschen σ-Algebra. Dann heißt eine reelle Zahl {\displaystyle m} ein Median (von {\displaystyle P}), wenn gilt:
{\displaystyle P((-\infty ,m])\geq {\frac {1}{2}}}   und   {\displaystyle P([m,+\infty ))\geq {\frac {1}{2}}.}

### Für Zufallsvariablen
Gegeben sei eine reelle Zufallsvariable {\displaystyle X}. Dann heißt eine reelle Zahl {\displaystyle m} ein Median (von {\displaystyle X}), wenn gilt:
{\displaystyle P(X\leq m)\geq {\frac {1}{2}}}   und   {\displaystyle P(m\leq X)\geq {\frac {1}{2}}.}
Damit ist der Median der Zufallsvariable {\displaystyle X} genau der Median ihrer Verteilung {\displaystyle P_{X}}.

### Definition über Verteilungsfunktionen
Ebenso lässt sich der Median auch über Verteilungsfunktionen definieren. Ist {\displaystyle F} die Verteilungsfunktion von {\displaystyle P} oder von {\displaystyle X}, so heißt {\displaystyle m} ein Median (von {\displaystyle P} oder von {\displaystyle X}), wenn
{\displaystyle \lim _{t\to m-}F(t)\leq {\frac {1}{2}}\leq F(m);}
hierbei bezeichnet {\displaystyle \textstyle \lim _{t\to m-}F(t)} den linksseitigen Grenzwert (vgl. die Skizze in der allgemeinen Definition des Erwartungswertes).

## Bestimmung und Beispiele

### Bei stetiger Verteilungsfunktion
Ist die Verteilungsfunktion {\displaystyle F} stetig, so ist {\displaystyle m} genau dann ein Median, wenn {\displaystyle m} eine Lösung der Gleichung 
{\displaystyle F(m)={\frac {1}{2}}}
ist. Dies beruht auf der Tatsache, dass der linksseitige Grenzwert dann mit dem Funktionswert übereinstimmt.
Beispiele

Median der Exponentialverteilung

Betrachtet man als Beispiel die Exponentialverteilung mit Parameter {\displaystyle \lambda >0}, so besitzt diese die Verteilungsfunktion
{\displaystyle F(x)={\begin{cases}1-\mathrm {e} ^{-\lambda x}&{\text{für }}x\geq 0,\\0&{\text{für }}x<0.\end{cases}}}
Gleichsetzen mit {\displaystyle {\tfrac {1}{2}}} führt auf die Gleichung {\displaystyle {\tfrac {1}{2}}=\mathrm {e} ^{-\lambda m}}, welche die Lösung
{\displaystyle m={\frac {\ln 2}{\lambda }}}
besitzt. In diesem Fall ist der Median eindeutig.

Plot der Cantorfunktion (10 Iterationen)

Aber auch bei stetiger Verteilungsfunktion kann der Median mehrdeutig sein. Betrachtet man beispielsweise die Cantor-Verteilung, deren Verteilungsfunktion rechts abgebildet ist, so nimmt diese aufgrund ihrer Konstruktion auf dem gesamten Intervall {\displaystyle {\big [}{\tfrac {1}{3}},{\tfrac {2}{3}}{\big ]}} den Wert {\displaystyle {\tfrac {1}{2}}} an. Jeder Punkt in diesem Intervall ist somit ein Median. Eindeutig ist der Median bei stetiger Verteilungsfunktion beispielsweise dann, wenn die Verteilungsfunktion streng monoton wachsend ist. Spezieller gilt die Eindeutigkeit bereits dann, wenn die Verteilungsfunktion in einer Umgebung, in der sie den Wert {\displaystyle {\tfrac {1}{2}}} annimmt, streng monoton wachsend ist.

### Bei Wahrscheinlichkeitsdichten
Besitzt die Zufallsvariable beziehungsweise die Wahrscheinlichkeitsverteilung eine Wahrscheinlichkeitsdichtefunktion {\displaystyle f} (sie ist demnach eine absolutstetige Verteilung), so ist der Median {\displaystyle m} Lösung der Gleichung
{\displaystyle \int _{-\infty }^{m}f(x)\mathrm {d} x={\frac {1}{2}}}.
Dies folgt direkt aus der Tatsache, dass absolutstetige Verteilungen immer eine stetige Verteilungsfunktion besitzen, diese sich über das Integral bestimmen lässt und der Aussage im obigen Abschnitt. Mehrere Mediane treten hier beispielsweise auf, wenn die Wahrscheinlichkeitsdichtefunktion auf einem Intervall konstant Null ist.
Beispiel
Betrachtet man die Wahrscheinlichkeitsfunktion
{\displaystyle f(x)={\begin{cases}0,&{\text{falls }}x\leq -1{\text{ oder }}x>1,\\{\tfrac {1}{2}},&{\text{falls }}x\in \left(-1,-{\tfrac {1}{2}}\right]{\text{ oder }}x\in \left({\tfrac {1}{2}},1\right]\!,\\0,&{\text{falls }}x\in \left(-{\tfrac {1}{2}},{\tfrac {1}{2}}\right]\!,\\\end{cases}}}
so ist diese im Intervall {\displaystyle \left(-{\tfrac {1}{2}},{\tfrac {1}{2}}\right)} konstant Null. Über die elementaren Integrationsregeln folgt dann, dass jeder Wert in {\displaystyle \left[-{\tfrac {1}{2}},{\tfrac {1}{2}}\right]} ein Median ist. Das Lösen der Integralgleichung entspricht meist der Bestimmung der entsprechenden Verteilungsfunktion und kann damit als Spezialfall des Vorgehens im oberen Abschnitt angesehen werden.

## Eindeutige Definition
Gegeben sei eine Wahrscheinlichkeitsverteilung {\displaystyle P} oder eine reelle Zufallsvariable {\displaystyle X}. Sei {\displaystyle F} die Verteilungsfunktion von {\displaystyle P} bzw. {\displaystyle X}. Dann heißt
{\displaystyle m=\inf \left\{x\in \mathbb {R} \mid F(x)\geq {\tfrac {1}{2}}\right\}}
der Median von {\displaystyle P} bzw. {\displaystyle X}. Dies entspricht der folgenden Definition: Ist {\displaystyle Q} die Quantilfunktion zu {\displaystyle F}, so ist der Median definiert als
{\displaystyle m:=Q\left({\tfrac {1}{2}}\right)}.
Wegen der Rechtsstetigkeit der Verteilungsfunktion kann bei der oberen der beiden Definitionen das Infimum auch durch ein Minimum ersetzt werden.

## Eigenschaften
Bei dem Median handelt es sich um ein Quantil, genauer um das 50-%-Quantil.
Ist die Verteilung symmetrisch, gilt also {\displaystyle P_{-X}=P_{X}}, so ist Null ein Median. Allgemeiner ist bei jeder symmetrischen Verteilung die Symmetrieachse ein Median.
Jeder Median {\displaystyle m} minimiert die absolute Abweichung, sprich ist {\displaystyle X} eine Zufallsvariable mit {\displaystyle \operatorname {E} (|X|)<\infty }, so gilt stets
{\displaystyle \operatorname {E} (|X-a|)\geq \operatorname {E} (|X-m|)} für alle {\displaystyle a\in \mathbb {R} }
und Gleichheit gilt genau dann, wenn auch {\displaystyle a} ein Median ist.

## Beziehung zum Median der deskriptiven Statistik
Der Median in der deskriptiven Statistik (als Kennzahl einer Stichprobe) lässt sich über die empirische Verteilung mit dem Median einer Wahrscheinlichkeitsverteilung in Beziehung setzen: Ist eine Stichprobe {\displaystyle x=(x_{1},x_{2},\dots ,x_{n})} gegeben, und ist {\displaystyle E_{x}} die empirische Verteilung auf {\displaystyle x}, so ist ein Median (im Sinne der Wahrscheinlichkeitstheorie) von {\displaystyle E_{x}} ein Median (im Sinne der deskriptiven Statistik) von {\displaystyle x}. Aufgrund der verschiedenen Definitionen kann es jedoch auch zu leichten Abweichungen kommen.

## Weitere Definitionen
Am direktesten wird der Median als derjenige Wert, für den
{\displaystyle P(X\leq m)={\frac {1}{2}}=P(X\geq m)}
gilt, oder als {\displaystyle F^{-1}\left({\tfrac {1}{2}}\right)} definiert. In beiden Definitionen ist die Existenz des Medians aber nicht garantiert. So ist für
{\displaystyle P(X=0)=0{,}2=1-P(X=1)}
immer {\displaystyle F^{-1}\left({\tfrac {1}{2}}\right)=\emptyset }, da die Verteilungsfunktion nie den Wert {\displaystyle {\tfrac {1}{2}}} annimmt. Ebenso existiert kein {\displaystyle m}, so dass die obige Gleichungskette erfüllt ist: Für alle {\displaystyle m<1} ist {\displaystyle P(X\leq m)<{\tfrac {1}{2}}}, ebenso wie für alle {\displaystyle m\geq 1} immer {\displaystyle P(X\leq m)=1} gilt.
Außerdem ist zu beachten, dass die Verteilungsfunktionen in älterer russischsprachiger Literatur als linksstetig und nicht wie im deutschen Sprachraum als rechtsstetig definiert werden. So ist dann zum Beispiel im Falle des fairen Münzwurfes einmal {\displaystyle F^{-1}\left({\tfrac {1}{2}}\right)=(0,1]} anstelle von {\displaystyle F^{-1}\left({\tfrac {1}{2}}\right)=[0,1)}.